# José Coronado
José María Coronado García (Madrid, 14 de agosto de 1957) é um ator espanhol, ganhador do Premio Goya. Interpretou Nemo Bandeira na série espanhola Vivir Sin Permiso (pt-br: O Sucessor; en: Unauthorized Living).

## Biografia
Nasceu em uma rica família madrilena. Após terminar seus estudos no colégio começou a estudar Direito, mas depois de quatro anos de estudos decidiu iniciar Medicina.
Naquela época já havia sido chamado por algumas agências de modelos para fazer comerciais de televisão. Algum tempo depois ele recebeu um chamado para filmar um anúncio de whisky em Maiorca. Nesse momento decidiu seguir a carreira de ator.
Depois de anos atuando na Espanha e na Europa, decide voltar para casa e montar uma agência de modelos. A agência deu certo e mais tarde decidiu abrir uma agência de viagens e um restaurante.[carece de fontes?]
Antes de completar trinta anos teve aulas de interpretação com Cristina Rota e começou sua carreira com uma participação na peça El público (1987) e no filme de Kim Densalat, Waka-Waka (1987).
Na televisão, participou em muitas séries e filmes, destacando seu papel na série Periodistas (1998-2001), que lhe valeu o Fotogramas de Prata de melhor ator de televisão em 1998. Seus últimos trabalhos em televisão foram Los 80 (2004), RIS Científica (2007) e Acusados (2009).
Depois de sua estreia no cinema no ano de 1987, já participou de mais de 30 filmes, recebendo duas nomeações aos Premios Goya na categoria de "Melhor interpretação masculina coadjuvante" por seus trabalhos em Goya en Burdeos (1999), de Carlos Saura e La caja 507 (2002), de Enrique Urbizu. Destaca também sua participação nos filmes como Berlín Blues (1988), de Ricardo Franco, El Lobo (2003), de Miguel Courtois ou GAL (2006) do mesmo diretor.
Em 2001, começa sua relação profissional com o diretor Enrique Urbizu, participando em La caja 507 (2002) e La vida mancha (2003); sendo No habrá paz para los malvados (2011) sua terceira colaboração com o diretor e pela qual ganha o Premio Goya como "Melhor ator protagonista" por sua interpretação do corrupto Santos Trinidad.
Tem um filho com a modelo Paola Dominguín, chamado Nicolás, que seguiu os passos de seus pais e uma filha nascida de sua relação com a cantora Mónica Molina.

### Cinema
| Ano  | Filme                                    | Diretor                   |
| ---- | ---------------------------------------- | ------------------------- |
| 2024 | Puntos suspensivos                       | David Marqués             |
| 2024 | What About Love                          | Klaus Menzel              |
| 2023 | Cerrar los ojos                          | Víctor Erice              |
| 2023 | Verano en rojo                           | Belén Macías              |
| 2022 | Historias para no contar                 | Cesc Gay                  |
| 2021 | Way Down                                 | Jaume Balagueró           |
| 2021 | La familia perfecta                      | Arantxa Echevarría        |
| 2012 | El cuerpo                                | Oriol Paulo               |
| 2011 | No habrá paz para los malvados           | Enrique Urbizu            |
| 2009 | Luna caliente                            | Vicente Aranda            |
| 2008 | Todos estamos invitados                  | Manuel Gutiérrez Aragón   |
| 2007 | Tuya siempre                             | Manuel Lombardero         |
| 2007 | Masala                                   | Salvador Calvo            |
| 2006 | GAL                                      | Miguel Courtais           |
| 2006 | La dama boba                             | Manuel Iborra             |
| 2006 | La distancia                             | Iñaki Dorronsoro          |
| 2006 | Animales heridos                         | Ventura Pons              |
| 2006 | La crisis carnívora                      | Pedro Rivero              |
| 2004 | El Lobo                                  | Miguel Courtais           |
| 2004 | Fuera del cuerpo                         | Vicente Peñarrocha        |
| 2004 | A + (Amas)                               | Xavier Ribera             |
| 2004 | Cuidado con esos tres                    | Rossella Izzo             |
| 2003 | Los Reyes Magos                          | Antonio Navarro           |
| 2003 | Lo mejor que le puede pasar a un cruasán | Paco Mir                  |
| 2003 | La vida mancha                           | Enrique Urbizu            |
| 2002 | La vida de nadie                         | Eduard Cortés             |
| 2002 | Poniente                                 | Chus Gutiérrez            |
| 2002 | La caja 507                              | Enrique Urbizu            |
| 2001 | Anita no pierde el tren                  | Ventura Pons              |
| 2000 | Cascabel                                 | Daniel Cebrián            |
| 1999 | Goya en Burdeos                          | Carlos Saura              |
| 1998 | Frontera Sur                             | Gerardo Herrero           |
| 1998 | La vuelta de El Coyote                   | Mario Camus               |
| 1998 | La mirada del otro                       | Vicente Aranda            |
| 1997 | La desaparición de García Lorca          | Marcos Zurinaga           |
| 1994 | El cianuro... ¿solo o con leche?         | José Miguel Ganga         |
| 1994 | Una chica entre un millón                | Álvaro Sáenz de Heredia   |
| 1993 | Cucarachas                               | Toni Mora                 |
| 1992 | El teniente Lorrena                      | António-Pedro Vasconcelos |
| 1992 | Aquí, el que no corre...vuela            | Tito Fernández            |
| 1992 | Salsa rosa                               | Manuel Gómez Pereira      |
| 1990 | Yo soy ésa                               | Luis Sanz                 |
| 1990 | La luna negra                            | Imanol Uribe              |
| 1988 | El tesoro                                | Antonio Mercero           |
| 1988 | Berlín Blues                             | Ricardo Franco            |
| 1988 | Jarrapellejos                            | Antonio Giménez-Rico      |
| 1988 | Brumal                                   | Cristina Andreu           |
| 1987 | Waka-Waka                                | Kim Densalat              |

### Televisão
- Vivir Sin Permiso (23 episódios, 2018-2020)
- Cheers (1 episódio, 2011)
- Acusados (26 episódios, 2009-2010)
- RIS Científica (13 episódios, 2007)
- Estudio 1: La malquerida (8 de julho de 2006)
- Abuela de verano (1 episódio, 2005)
- Los 80 (6 episódios, 2004)
- Código fuego (3 episódios, 2003)
- Periodistas (97 episódios, 1998-2001)
- Don Juan (2 episódios, 1997)
- Oh Espanya! (1 episódio, 1996)
- Hermanos de leche (56 episódios, 1994-1995)
- Compuesta y sin novio (13 episódios, 1994)
- El gordo (1990-1991; Concurso de Antena 3)
- Brigada Central (14 episódios, 1989)

### Teatro
- Oleanna (2011)
- Hamlet (2008)
- Paseo romántico por la poesía española (2006)
- La habitación azul (1999)
- Algo en común (1997)
- La señorita Julia (1993)
- El gran mercado del mundo (1992)
- Hécuba (1991)
- La pasión de amar (1991)
- El público (1987)

## Prêmios e nomeações
Premios Goya
| Ano  | Categoria                                      | Filme                          | Resultado |
| ---- | ---------------------------------------------- | ------------------------------ | --------- |
| 2011 | Premios Goya de melhor interpretação masculina | No habrá paz para los malvados | Venceu    |
| 2002 | Melhor interpretação masculina coadjuvante     | La caja 507                    | Indicado  |
| 1999 | Melhor interpretação masculina coadjuvante     | Goya en Burdeos                | Indicado  |

Premios Fotogramas de Plata
| Ano  | Categoria                | Filme                          | Resultado |
| ---- | ------------------------ | ------------------------------ | --------- |
| 2011 | Melhor ator de cinema    | No habrá paz para los malvados | Venceu    |
| 2002 | Melhor ator de cinema    | La caja 507                    | Indicado  |
| 1998 | Melhor ator de televisão | Periodistas                    | Venceu    |

Premios de la Unión de Actores
| Ano  | Categoria             | Filme                          | Resultado |
| ---- | --------------------- | ------------------------------ | --------- |
| 2011 | Melhor ator de cinema | No habrá paz para los malvados | Venceu    |

Premios TP de Oro
| Ano  | Categoria                | Filme           | Resultado |
| ---- | ------------------------ | --------------- | --------- |
| 2000 | Melhor ator de televisão | Periodistas     | Indicado  |
| 1990 | Melhor ator de televisão | Brigada Central | Indicado  |

Medallas del Círculo de Escritores Cinematográficos
| Ano  | Categoria   | Filme                          | Resultado |
| ---- | ----------- | ------------------------------ | --------- |
| 2011 | Melhor ator | No habrá paz para los malvados | Venceu    |
| 2003 | Melhor ator | La vida mancha                 | Indicado  |

Premios Sant Jordi de Cine
| Ano  | Categoria            | Filme                          | Resultado |
| ---- | -------------------- | ------------------------------ | --------- |
| 2011 | Melhor ator espanhol | No habrá paz para los malvados | Venceu    |

Premios Turia
| Ano  | Categoria   | Película    | Resultado |
| ---- | ----------- | ----------- | --------- |
| 2002 | Melhor ator | La caja 507 | Venceu    |

Festival de Cine de Alicante
| Ano  | Categoria                            | Resultado |
| ---- | ------------------------------------ | --------- |
| 2011 | Premio de Honor "Ciudad de Alicante" | Venceu    |

Outros prêmios
- 2012: Premio Jorge Fiestas de la Peña Periodística Primera Plana.
- 2012: Premio Kapital.
- 2011: XVII Premio Cinematográfico José María Forqué a la "Mejor interpretación masculina" por No habrá paz para los malvados.
- 2011: "Personaje Rolling del Año" por su soberbia actuación en No habrá paz para los malvados.
- 2011: XV Premio Protagonistas en el apartado de Cine.